# RCW 82
RCW 82 è una nebulosa a emissione visibile nella costellazione australe del Centauro.
Appare come una piccola nube situata nella parte meridionale della costellazione, immersa nei ricchi campi stellari della Via Lattea australe a breve distanza angolare dalla stella HD 121901, di magnitudine 6,49. Data la sua declinazione fortemente australe, la sua osservazione è possibile solo dalle regioni dell'emisfero australe terrestre e da quelle tropicali dell'emisfero boreale; dall'emisfero sud appare circumpolare fino alle latitudini subtropicali. Il periodo più indicato per la sua osservazione nel cielo serale va da marzo ad agosto.
Si tratta di una regione H II di dimensioni contenute situata alla distanza di circa 3400 parsec (11100 anni luce), in direzione del bordo interno del Braccio del Sagittario; le stelle responsabili della sua ionizzazione sarebbero due astri blu indicati con le sigle [PZD2009] Star e3 e [PZD2009] Star e2, rispettivamente di classe spettrale O6.5V e O7.5V. Le stime della distanza antecedenti al 2009 indicavano per questa nebulosa valori attorno ai 2900 parsec (9450 anni luce), che la facevano comunque ricadere entro i limiti del Braccio del Sagittario. Al suo interno sono attivi processi di formazione stellare, testimoniata dalla presenza di sorgenti di radiazione infrarossa, una delle quali identificata dall'IRAS (IRAS 13563-6109), e di onde radio. Tramite lo studio della distribuzione degli oggetti stellari giovani è emerso che la formazione stellare è attiva in particolare lungo i bordi della regione nebulosa, dove si trova un anello di gas molecolare; fra questi oggetti stellari giovani alcuni avrebbero una massa pari anche a 18 M⊙ e appaiono circondati da un denso disco circumstellare. Sul bordo orientale della nube è presente un giovane ammasso aperto in formazione, sebbene la sua reale appartenenza fisica al sistema di RCW 82 sia ancora da determinare con certezza. L'età della nube sarebbe pari a circa 0,4-0,5 milioni di anni.